# Mieszków (stacja kolejowa)
Mieszków – stacja kolejowa w Mieszkowie, w gminie Jarocin, w powiecie jarocińskim, w województwie wielkopolskim, w Polsce. Według klasyfikacji PKP ma kategorię dworca regionalnego.

## Ruch pasażerski
| Rok  | Wymiana pasażerska na dobę |
| ---- | -------------------------- |
| 2017 | 150-199                    |
| 2022 | 200-299                    |